# 颶風麗莎 (2022年)
颶風麗莎（英語：Hurricane Lisa）是一場在2022年11月對伯利茲和中美洲北部等地區造成廣泛破壞的大西洋颶風。麗莎為2022年大西洋颶風季的第12個獲命名風暴和第6場颶風。其源自10月25日進入加勒比海的一般東風波。該東風波在10月28日發展成一個廣闊的低壓區，隨後在10月31日增強成熱帶風暴，並得名麗莎（Lisa）。麗莎隨後繼續向西北偏西方向移動横過加勒比海，並逐漸增強，在11月2日於宏都拉斯灣上空達到薩菲爾-辛普森颶風風力等級下的一級颶風標準。麗莎最後在當天晚些時候達到最高強度，最大持續風速為每小時140公里，最低氣壓為985毫巴（29.1英寸汞柱），同時於伯利茲西奔河河口附近登陸。麗莎在穿越尤卡坦半島期間迅速减弱，於11月3日較早時份減弱為熱帶風暴，並於當日中午12時減弱為熱帶低氣壓。麗莎最後於坎佩切灣上空出海，但未能重新發展，在11月5日減弱為低壓區。
風暴造成伯利茲約有5000所房屋受損，另有500所房屋被完全摧毀，損失總額估計達1億美元。根據報導，瓜地馬拉和墨西哥南部部分地區遭受洪水和泥石流的破壞，而宏都拉斯的影響則較小。麗莎是有記錄以來第2場11月侵襲伯利茲的颶風，上一次是1942年未命名的伯利茲颶風。

## 氣象歷史
2022年10月17日，一股東風波離開非洲西岸。該系統具有零星的雷暴活動，但強風切變使其未能進一步發展。10月25日，該東風波越過小安的列斯群島進入加勒比海，移動速度亦逐漸增加。10月30日，該系統所處的環境變得更加有利，其環流亦變得更具條理 。儘管該系統尚未達到熱帶風暴的強度，但考慮到其即將為牙買加和大開曼島帶來威脅，美國國家颶風中心在當日下午9時開始對該系統發出預警，並稱其為潛在熱帶氣旋第十五號。第二天，擾動中心上空對流更為集中，組織逐漸明確。系統其後在10月31日中午12時左右於牙買加京斯敦以南約278公里處增強成熱帶風暴，並命名為麗莎（Lisa）。

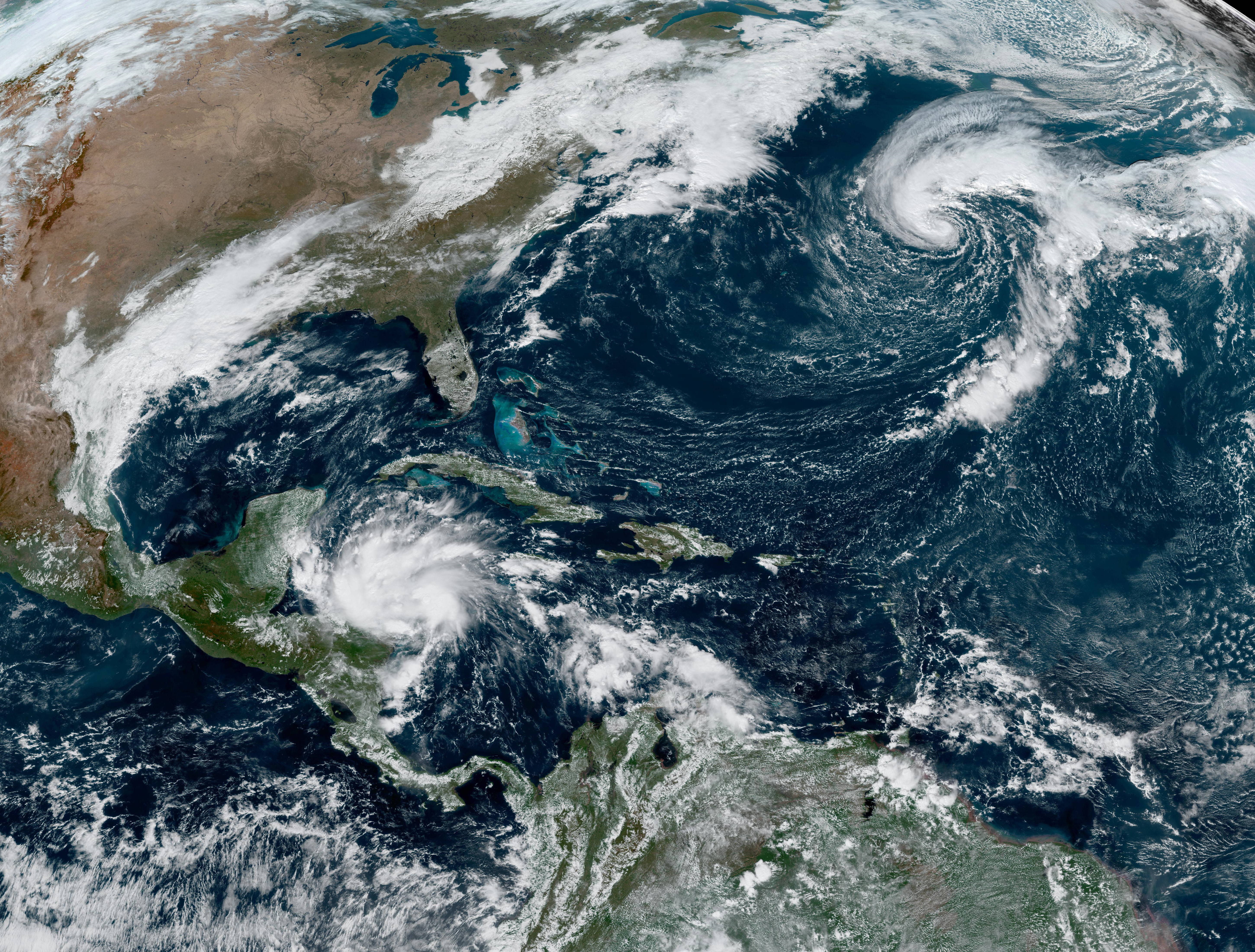
2022年11月1日，麗莎逼近伯利茲，而另一個風暴馬丁則在北大西洋上空活躍。

由於風切變依然強勢，以及乾燥空氣侵入其環流，麗莎最初緩慢增強。風暴在其北部的山脊影響下轉向西北偏西移動，而大氣環境逐漸改善使得麗莎在11月1日開始穩步增強。進入加勒比海西北部的宏都拉斯灣後，麗莎在11月2日中午12時增強為颶風，並在當日下午發展出風眼結構。麗莎最終在下午9時以薩菲爾-辛普森颶風風力等級下的一級颶風上限強度，在伯利茲城西南約18.5公里處登陸。
麗莎於中美洲北部移動時迅速減弱，在11月3日較早時分減弱為熱帶風暴，並於當日中午12時進一步減弱為熱帶低氣壓。麗莎在11月4日早上6時於墨西哥灣西南部的坎佩切灣重新出海。儘管沒有受到地形摩擦影響，風切變的增加和乾空氣進入其環流，使得麗莎繼續減弱。11月5日中午12時，麗莎在韋拉克魯斯市東北約160公里處消散。

## 外部連結
- 美國國家颶風中心颶風麗莎公告存檔 （页面存档备份，存于）